# Bouchon (aperitivo)
El bouchon (en francés pronunciado /buʃɔ̃/; pl. bouchons) es una pequeña cantidad de carne picada envuelta en pasta, que se cocina al vapor y es típico como amuse-bouche (en castellano, aperitivo, entrante, entremés) en La Reunión, una isla del Océano índico perteneciente a Francia. Tiene claras influencias chinas. Se les llama bocaditos por su tamaño, ideal para llevárselos a la boca de un solo bocado. A veces también se fríen en aceite para que la pasta sea crujiente, y se consumen en cualquier hora del día, solos o acompañados de una ensalada. Otra forma común de consumirlos es en una baguette, en forma de bocadillo. A esto se le conoce como pain bouchon.
Su nombre hace referencia al parecido con un tapón de corcho de botella, en francés bouchon.

## Origen y variantes
Su origen se remonta a los shaomai (烧卖 / 燒賣), un tipo de dumpling de la gastronomía cantonesa servido como dimsum. En La Reunión vive una importante comunidad de chinos cantoneses.
La comunidad china también trajo a la reunión otros elementos de la cocina china, como la salsa de soja, llamada en La Reunión siaw o siave , que proviene del chino  shoyu (醤油). Es común servir el bouchon con salsa siave o con alguna salsa picante.

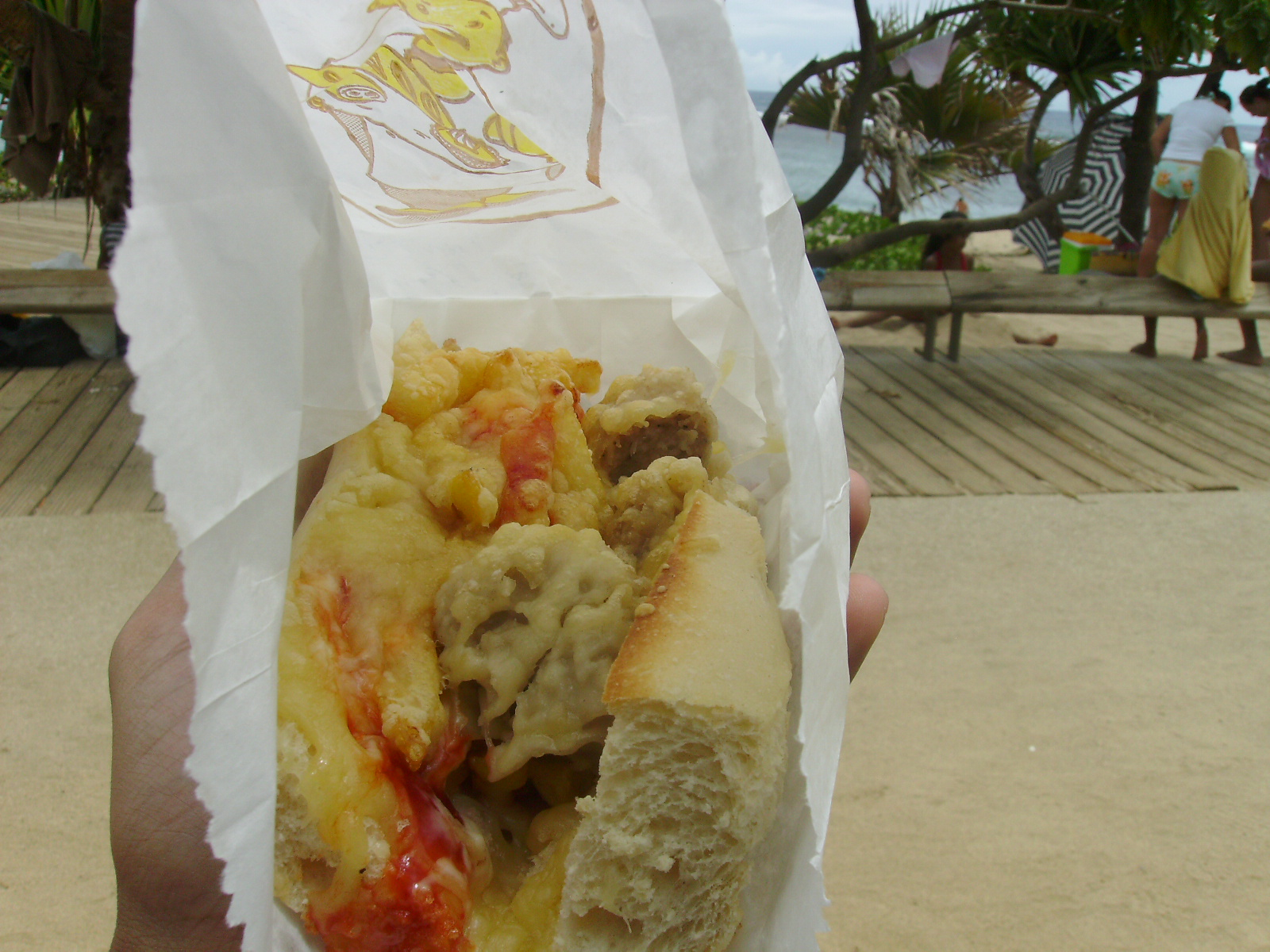
Pain bouchon con gratinado de queso.

### Pain bouchon
Una manera frecuente de consumir los bouchons es en pain bouchon, un bocadillo caliente de pan alargado tipo baguette relleno de los bouchons enteros, recién cocidos (los bouchons se preparan con anticipación y se mantienen calientes en una olla a presión u olla arrocera). A veces se rellena también con patatas fritas, lo que le llaman américain bouchons. Se puede aderezar con un gratinado de queso, siaw y/o chile, o también kétchup o mayonesa.
Es frecuente encontrar estos bocadillos en los bares y restaurantes chinos de La Reunión.